# Ланвалле
Ланвалле́ (фр. Lanvallay, брет. Lanvalae) — коммуна во Франции, находится в регионе Бретань, департамент Кот-д’Армор, округ Динан, центр кантона Ланвалле. Расположена на правом берегу реки Ранс, отделяющей Ланвалле от Динана, в 6 км от национальной магистрали N 176.
Население (2019) — 4 195 человек.

## География
Коммуна расположена приблизительно в 330 км к западу от Парижа, в 50 км северо-западнее Ренна, в 55 км к востоку от Сен-Бриё.

## Достопримечательности
- Крест на кладбище (XVI век). Исторический памятник с 1927 года[2]
- Монастырь Св. Анны (основан в 1976 году)
- Церковь Святого Меана
- Церковь Сен-Солен
  - Бронзовый колокол (1509 год). Диаметр — 35 см. На колоколе выгравирована надпись: LAN MDIX P CHATEL. Исторический памятник с 1974 года[3]
  - Потир, дискос (XVIII век). Исторический памятник с 1973 года[4]
- Замок Гриймон

## Экономика
Структура занятости населения:
- сельское хозяйство — 2,4 %
- промышленность — 9,3 %
- строительство — 6,1 %
- торговля, транспорт и сфера услуг — 57,4 %
- государственные и муниципальные службы — 24,8 %

Уровень безработицы (2018) — 12,0 % (Франция в целом —  13,4 %, департамент Кот-д’Армор — 11,5 %). 

Среднегодовой доход на 1 человека, евро (2018) — 22 600 (Франция в целом — 21 730, департамент Кот-д’Армор — 21 230).
В 2007 году среди 2007 человек в трудоспособном возрасте (15—64 лет) 1427 были экономически активными, 580 — неактивными (показатель активности — 71,1 %, в 1999 году было 67,9 %). Из 1427 активных работали 1301 человек (680 мужчин и 621 женщина), безработных было 126 (54 мужчины и 72 женщины). Среди 580 неактивных 136 человек были учениками или студентами, 291 — пенсионерами, 153 были неактивными по другим причинам.

## Демография
Динамика численности населения, чел.

## Администрация
Пост мэра Ланвалле с 2014 года занимает Брюно Рикар (Bruno Ricard). На муниципальных выборах 2020 года возглавляемый им левый список победил в 1-м туре, получив 63,19 % голосов.
| Период | Период | Фамилия             | Партия        | Примечания       |
| ------ | ------ | ------------------- | ------------- | ---------------- |
| 1959   | 1983   | Адольф Кастель      | Разные правые |                  |
| 1983   | 1995   | Жозеф Брассе        |               |                  |
| 1995   | 2014   | Жан-Ив Деларошольон | Разные правые | директор банка   |
| 2014   |        | Брюно Рикар         | Разные левые  | инженер-гидролог |

## Города-побратимы
- Уолкерн (Великобритания, с 2015)
- Вангенбур-Энгенталь (Франция, с 1990)

## Галерея
- Церковь Святого Меана
- Мэрия
- Крест на кладбище